# الشعرة (زراردة)
الشعرة هي إحدى مشيخات المملكة المغربية، تتبع جغرافيا لإقليم تازة وإداريًا لزراردة. يقدر عدد سكانها بـ 1080 نسمة حسب الإحصاء الرسمي للسكان والسكنى لسنة 2004.